# Коти (город)
Ко́ти (яп. 高知市 Ко:ти-си) — центральный город Японии, административный центр префектуры Коти. Расположен на острове Сикоку.
Площадь города составляет 309,22 км², население — 339 091 человек (1 августа 2014), плотность населения — 1096,60 чел./км².

## История
Первоначально в долине реки, где сейчас расположен город, была основана крепость Коти. Она служила резиденцией для правителей провинции. Однако фактически город был основан лишь 1 апреля 1889 года. В 1904 году в Коти провели трамвайную линию, а в 1951 году Коти был включён в национальную железнодорожную систему. 1 апреля 1998 года Коти был избран первым центральным городом в Сикоку.
Важное место занимает сельское хозяйство и рыболовство. За исключением деревообрабатывающей промышленности и производства бумаги, промышленность развита плохо.

## Города-побратимы
- Фресно, США;
- Уху, КНР;
- Китами, Япония;
- Сурабая, Индонезия.